# Prezesi Górnika Zabrze
Chronologiczna lista prezesów Górnika Zabrze.

## Prezesi
| Okres sprawowania       | Imię i nazwisko         |
| ----------------------- | ----------------------- |
| 4.12.1948 – ?.11.1949   | Filip Sieroń            |
| ?.11.1949 – ?.12.1954   | Bernard Bugdoł          |
| ?.12.1954 – 6.09.1955   | Antoni Wichary          |
| ?.09.1955 – ?.12.1956   | Marian Godzina          |
| ?.12.1956 – 10.03.1957  | Wilhelm Kasperlik       |
| 14.05.1957 – 22.02.1959 | Eryk Porąbka            |
| 22.02.1959 – ?.10.1960  | Jerzy Knapik            |
| 3.12.1960 – 26.06.1965  | Piotr Brzóska           |
| 5.09.1965 – 2.11.1967   | Ludwik Jaworski         |
| 2.11.1967 – 3.03.1973   | Eryk Wyra               |
| 3.03.1973 – 22.10.1974  | Ludwik Jaworski         |
| ?.11.1974 – 17.10.1975  | Adam Szczurowski        |
| 17.10.1975 – 21.11.1980 | Zbigniew Klonowski      |
| 21.11.1980 – 14.01.1983 | Zygmunt Student         |
| 14.01.1983 – ?.02.1984  | Jan Szlachta            |
| ?.02.1984 – 10.02.1990  | Marian Polus            |
| 26.02.1990 – 26.05.1991 | Zygfryd Wawrzynek       |
| 25.07.1991 – 4.04.1993  | Władysław Kozubal       |
| 16.05.1993 – 17.06.1994 | Władysław Kozubal       |
| 18.06.1994 – 6.10.1994  | p.o. Wiesław Laskiewicz |
| 6.10.1994 – 14.02.1996  | Wolfgang Paschek        |
| 14.02.1996 – ?.?.2002   | Stanisław Płoskoń       |
| ?.02.2002 – ?.?.2005    | Zbigniew Koźmiński      |
| 5.01.2006 – 11.07.2006  | Jerzy Frenkiel          |
| 29.06.2006 – 11.07.2006 | p.o. Włodzimierz Mikoda |
| 11.07.2006 – 3.02.2007  | Eugeniusz Postolski     |
| 3.02.2007 – 10.09.2008  | Ryszard Szuster         |
| 10.09.2008 – 13.12.2008 | p.o. Jędrzej Jędrych    |
| 14.12.2008 – 1.03.2010  | Jędrzej Jędrych         |
| 1.03.2010 – 7.04.2011   | Łukasz Mazur            |
| 7.04.2011 – 9.11.2011   | Tomasz Młynarczyk       |
| 9.11.2011               | Artur Jankowski         |
| od 27.01.2020           | Dariusz Czernik         |

## Prezesi honorowi
| Data       | Imię i nazwisko   |
| ---------- | ----------------- |
| 22.02.1959 | Eryk Porąbka      |
| 25.07.1991 | Zygfryd Wawrzynek |